# Lode Janssens
Lode (Louis) Janssens (Hoboken, 5 oktober 1913 - Antwerpen, 24 april 1978) was een Belgisch beroepsrenner van 1935 tot 1947.
Lode Janssens zegevierde in een veertiental wedstrijden: winnaar in Baarle-Nassau (Nederland) en Tielt (1935), Gentbrugge en Oosterhoek (Nederland) (1936), Eindhoven (Nederland: 1937 en 1938), Zottegem (1938), in de semiklassieker Brussel-Hollogne, Berchem, Sint-Gillis-Dendermonde en Tongeren (1939), Péruwelz (1941), Antwerpen (1942) en Sint-Niklaas (1943). Hij behaalde ook verscheidene ereplaatsen in grote wedstrijden, zoals in Luik-Bastenaken-Luik (12de, in 1936, 7de in 1938), in Ronde van Vlaanderen (21ste in 1937 en 47ste in 1939), in Parijs-Tours (40ste in 1936), in het Nationaal Kampioenschap (34ste in 1937, 17de in 1938 en 31ste in 1939), in Parijs-Brussel (38ste 1937) en 54ste in Parijs-Roubaix (1939).
Zoals zoveel renners werd zijn erelijst beïnvloed door de oorlog, want in 1940 reed hij zelfs geen enkele wedstrijd. Nadien vlotte het niet zo goed meer op de weg en vanaf 1943 legde hij zich toe op het stayeren tot het einde van zijn loopbaan.

## Erelijst
- 1933

2de in Nationaal Kampioenschap op de weg voor Militairen
- 1935

1e in Baarle-Hertog
1e in Tielt
3e in Wouw (Nederland)
3e in Petegem-aan-de-Leie (BEL)
- 1936

1e in Gentbrugge
1e in Oosterbeek
2e in Tongeren
2e in Mechelen
- 1937

1e in Eindhoven (Nederland)
2e in Grote 1-Mei Prijs
2e in Oostende
2e in Sint-Lievens-Houtem
3e in Deurne-Zuid
- 1938

1e in Dr Tistaertprijs Zottegem
2e in Hemiksem
3e in Ossendrecht (Nederland)
3e in Ligny
3e in Eindhoven (Nederland)
- 1939

1e in Brussel - Hollogne-aux-Pierres
1e in Berchem
1e in Tongeren
1e in Sint-Gillis-bij-Dendermonde
2e in Ougrée – Marihaye
2e in Oosterhout (Nederland)
3e in 14e etappe Deutschland Tour te Saarbrücken (Duitsland)
- 1941

2e in Stekene
- 1942

2e in Grote Scheldeprijs
- 1943

1e in GP Stad Sint-Niklaas
- 1944

3e in Nationaal Kampioenschap Halve Fond op de Baan